# 나룻배

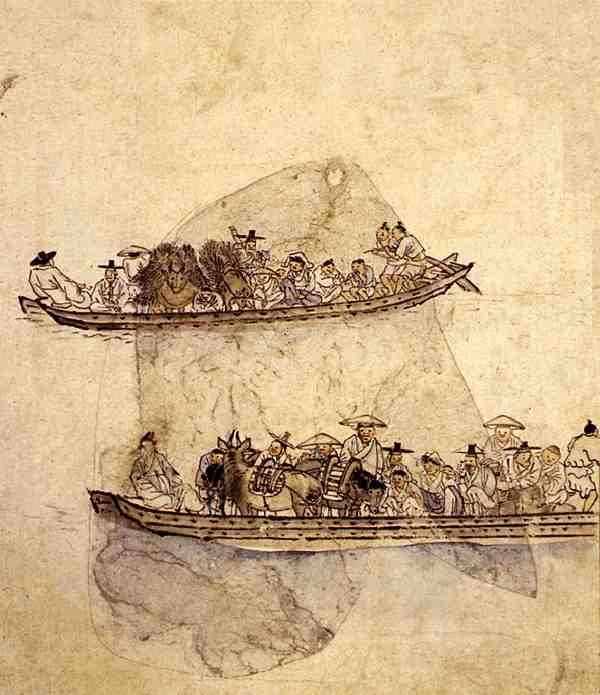
단원 김홍도가 그린 나룻배

나룻배란 나루에서 짐이나 사람들을 실어나르는 배를 통칭할 때 쓰인다. 나루의 규모에 따라 나룻배를 진선(한국 한자: 津船) 또는 도선(한국 한자: 渡船)이라고 불렀다. 조선시대의 경우 수도와 가까웠던 예성강과 한강에 많은 나루터가 있었고, 나룻배의 운용 주체도 정부, 나루, 민간 등 다양했다.
나룻배의 경우 철도의 발달과 도로 교통의 효율성 증대, 교각의 건설 등으로 대부분 원래의 기능을 잃게 되었다. 오늘날 나룻배는 대부분 관광용으로 쓰이고 있으며, 일부 지역에서는 유람선이나 수상택시, 연락선이 나룻배의 기능을 계승하고 있다.

## 기능
나룻배의 가장 기본적인 기능은 "도하"(渡河)로, 옛날부터 나룻배는 교각이 없던 지역의 하천, 또는 교각을 놓기 어려운 포구나 강 하류 지역에서 다른 지역을 연결하기 위한 수단으로 이용되었다. 나룻배는 강을 사이에 두고 떨어져 있는 육지를 잇는 결절점(結節點)으로, 단거리로 양쪽을 이동할 수 있다는 점에서 이점이 컸다. 나룻배의 기능은 나루와 직결되는데 교통수단 이외에도 상업이 발달한 강경포구나 양화진, 삼전도의 경우에는 나룻배가 상선으로, 요새나 군사적 기능을 중시한 남해안 일대의 벽파진, 사천 노량진 등에서는 나룻배가 군함 및 연락선의 역할을 하였다.  특히 고려 및 조선의 경우 해안 및 강변에 조창이 설치되었기 때문에 나룻배가 세곡이나 조운(漕運)의 역할을 하기도 했다.

## 역사

### 삼국 시대
475년 백제가 위례성을 빼앗긴 이후 문주왕은 수도를 오늘날 공주시인 웅진으로 천도했는데, 일부 학자들은 당시 금강 유역이 조운 활동 및 세력 확장에 용이했다는 점을 웅진 천도의 근거로 들기도 한다. 백제뿐만 아니라 고구려가 졸본성에서 압록강 유역의 국내성으로 천도한 이유도 압록강의 수로망 및 육로망을 확보하기 위함이었다는 견해도 있으며, 삼국 시대 고구려, 백제, 신라, 가야 연맹의 수도가 모두 강을 끼고 있었기 때문에 수로를 이용한 교통망 및 주요 연락 체계가 필요했을 것으로 추정된다. 
이러한 사실로 미루어볼 때 나룻배는 삼국시대부터 교통 및 연락, 그리고 조운의 기능을 담당했을 것으로 추정할 수 있다.

### 고려 시대
고려 시대의 경우 나룻배를 모는 뱃사공을 진척(津尺)이라고 불렀으며 이들은 천민층에 속했다. 고려의 경우 건국 이후 12창을 마련해 조운제도를 마련했으며, 고려 성종 때인 992년에는 수경가를 제정해 조운제도를 체계화시켰다. 이후 현종 연간에 12조창으로 조운 기능을 집중시켰고 고려 문종 때 13창으로 조창이 확대되었다. 11세기 중반에는 각 조창의 조운선 숫자를 한정하였고, 수도였던 개경 이북 지역에는 조창이 한 곳만 존재해 제대로 된 조운 활동이 이루어지지 않았다. 고려에서 가장 중요한 나루는 벽란도로, 이 섬은 예성강 하구에 위치하고 있었고 수도인 개성과 가까웠으며 국제 상인들이 무역 활동을 하던 곳이었기에 교통의 요지로 인정받았다.

### 조선 시대

#### 경강 (京江)
조선 시대 한강은 수도가 위치한 강이라는 뜻에서 "경강"(京江)이라고 불렀고, 이에 따라 다양한 도성 인근 한강 지역에는 다양한 진도(津渡)가 마련되어 있었다.

## 같이 보기
- 삼판
- 뗏목
- 연락선
- 곤돌라
- 도진취락